# قائمة مهرجانات المصارعة العالمية الترفيهية
هذه هي قائمة مرتبة ترتيبا زمنيا لمهرجانات المصارعة العالمية للترفيه (WWE).الـWWE تقيم مهرجان واحد كل شهر، باستثناء شهر أكتوبر الذي يقام فيه عرضين، باستثناء الريستلمانيا كل عرض مدته ثلاث ساعات, والمهرجانات تمثل جزء كبير من إيرادات الـWWE.

## قائمة الترتيب الزمني للأحداث الحالية
| الشهر:       | الاسم:           | سنة البدأ: | اسم(اء) سابقة:                                                   |
| ------------ | ---------------- | ---------- | ---------------------------------------------------------------- |
| يناير        | رويال رمبل       | 1988       |                                                                  |
| فبراير       | المنيشن شيبر     | 2010       |                                                                  |
| مارس / أبريل | ريستلمانيا       | 1985       |                                                                  |
| أبريل        | باكلاش           | 1999       | باكلاش:ان يور هاوس (1999)                                        |
| مايو         | اكستريم رولز     | 2005       | اي سي دبليو ون نايت ستاند (2005-2006), ون نايت ستاند (2007-2008) |
| يونيو        | ذا باش           | 2004       | ذا جريت أمريكان باش (2004-2008; under WWE)                       |
| يوليو        | TBA              | TBA        |                                                                  |
| أغسطس        | سمرسلام          | 1988       |                                                                  |
| سبتمبر       | نايت اوف شامبينز | 2001       | فيجنس (2001-2006), فيجنس: نايت اوف شامبيونز (2007)               |
| أوكتوبر      | هيل ان ذا سيل    | 2009       |                                                                  |
| أوكتوبر      | بريجنج رايت      | 2009       |                                                                  |
| نوفمبر       | سرفايفر سريس     | 1987       |                                                                  |
| ديسمبر       | تي ال سي         | 2009       |                                                                  |

## المهرجانات السابقة
| الاسم               | سنوات النشاط                                    |
| ------------------- | ----------------------------------------------- |
| ريستلنج كلاسيك      | 1985                                            |
| ذس تيوزداي ان تكساس | 1991                                            |
| كنغ اوف ذا رينغ     | 1993–2002                                       |
| ان يور هاوس         | 1995–1999                                       |
| باد بلود            | 1997, 2003–2004                                 |
| فولي لوديد          | 1998-2000                                       |
| انفنشون             | 2001                                            |
| ديسمبر تو ديسمبر    | 2006                                            |
| نيو يبر ريفلوشن     | 2005–2007                                       |
| اوفر ذي ايدج        | 1998–1999                                       |
| انفرغفين            | 1998–2008                                       |
| نو مرسي             | 1999–2008                                       |
| سيبر سنداي          | تابو تيوسداي (2004–2005), سيبر سندي (2006–2008) |
| آرماجدون            | 1999–2000, 2002–2008                            |
| نو واي اوت          | 1998, 2000–2009                                 |